# 1856 dans le catholicisme
Chronologie du catholicisme
- 1852
- 1853
- 1854
- 1855
- 1856
- 1857
- 1858
- 1859
- 1860

Cet article présente les faits marquants de l'année 1856 dans le catholicisme.

## Évènements
- 16 juin : Création de 6 cardinaux par Pie IX.

## Naissances
- 28 mai : François-Nicolas-Alphonse Kunemann, prélat et missionnaire français, vicaire apostolique de Sénégambie et évêque titulaire de Pella (de) († 20 mars 1908)
- 5 juillet : Charles Sacleux, prêtre, missionnaire, linguiste et botaniste français († 16 mai 1943)

## Décès
- 17 janvier : René François Rohrbacher, prêtre, théologien et historien français (° 27 septembre 1789)
- 20 avril : Giacomo Filippo Fransoni, cardinal italien de la Curie (° 10 décembre 1775)
- 24 décembre : Bernard Buissas, prélat français, évêque de Limoges (° 25 novembre 1796)